# Équipe cycliste Milram Continental
L'équipe cycliste Milram Continental est une ancienne équipe cycliste allemande qui participait aux circuits continentaux de cyclisme et en particulier l'UCI Europe Tour.

## Classements UCI
L'équipe participe aux épreuves des circuits continentaux. Le tableau ci-dessous présente les classements de l'équipe sur les différents circuits, ainsi que son meilleur coureur au classement individuel.
UCI America Tour
| Saison | Classement par équipes | Meilleur coureur au classement individuel |
| ------ | ---------------------- | ----------------------------------------- |
| 2009   | 46e                    | Dominik Nerz (274e)                       |

## Milram Continental en 2008
La saison 2008 est la troisième année d'activité de l'équipe Milram Continental, l'antichambre de l'équipe cycliste Milram. Durant cette saison elle n'a pas remporté de victoire sur les circuits continentaux.

### Effectif
| Cycliste            | Date de naissance | Nationalité | Équipe 2007 |
| ------------------- | ----------------- | ----------- | ----------- |
| Christian Bach      | 22.03.1979        | Allemagne   |             |
| Florian Bodenschatz | 01.03.1989        | Allemagne   | Néo-pro     |
| Benjamin Braut      | 22.07.1989        | Allemagne   | Néo-pro     |
| Holger Burkhardt    | 16.12.1987        | Allemagne   |             |
| Peter Clauss        | 11.05.1989        | Allemagne   | Néo-pro     |
| Jacob Fiedler       | 20.05.1987        | Allemagne   |             |
| Grischa Janorschke  | 30.05.1987        | Allemagne   |             |
| Danilo Kupfernagel  | 16.05.1988        | Allemagne   |             |
| Erik Mohs           | 12.10.1986        | Allemagne   |             |
| Alexander Müller    | 30.10.1986        | Allemagne   |             |
| Philipp Rechenbach  | 06.04.1989        | Allemagne   | Néo-pro     |
| Jean Schlüter       | 13.07.1986        | Allemagne   | Akud Rose   |
| Andreas Stauff      | 22.01.1987        | Allemagne   | Akud Rose   |
| Michael Weicht      | 23.02.1988        | Allemagne   |             |

## Milram Continental en 2009

### Effectif
| Coureur             | Date de naissance | Nationalité | Équipe 2008   | Équipe 2010         |
| ------------------- | ----------------- | ----------- | ------------- | ------------------- |
| Christian Bach      | 22.03.1979        | Allemagne   |               |                     |
| Sebastian Baldauf   | 22.02.1989        | Allemagne   | Ista          | Vorarlberg-Corratec |
| Benjamin Braut      | 22.07.1989        | Allemagne   |               |                     |
| Sebastian Frey      | 02.10.1984        | Allemagne   | Sparkasse     |                     |
| Georg Gall          | 31.10.1986        | Allemagne   | Néo-pro       |                     |
| Matthias John       | 11.12.1978        | Allemagne   | Néo-pro       |                     |
| Patrick Keller      | 25.10.1985        | Allemagne   | PSK Whirlpool |                     |
| Marc Mertens        | 06.09.1986        | Allemagne   | Néo-pro       |                     |
| Dominik Nerz        | 25.08.1989        | Allemagne   | Ista          | Milram              |
| Sébastien Pristl    | 15.09.1987        | Allemagne   | 3C Gruppe     | Bergstrasse         |
| Christopher Schmieg | 03.03.1989        | Allemagne   | Ista          | Seven Stones        |

### Victoires
| Date       | Course                           | Pays   | Classe | Vainqueur           |
| ---------- | -------------------------------- | ------ | ------ | ------------------- |
| 19/04/2009 | 2e étape du Tour du Loir-et-Cher | France | 2.2    | Christopher Schmieg |